# Lozorno
Lozorno é um município da Eslováquia, situado no distrito de Malacky, na região de Bratislava. Tem 44,79 km² de área e sua população em 2019 foi estimada em 3056 habitantes.

## Demografia
| Ano:        | 1994 | 2004    | 2014   | 2024   |
| ----------- | ---- | ------- | ------ | ------ |
| Broj ljudi: | 2545 | 2805    | 2960   | 3158   |
| Razlika:    |      | +10,21% | +5,52% | +6,68% |

| Ano:               | 2023 | 2024   |
| ------------------ | ---- | ------ |
| Número de pessoas: | 3174 | 3158   |
| Diferença:         |      | -0,50% |

## Nascido em Lozorno
- Anton Tkáč - ciclista eslovaco